# Truncatoflabellum mortenseni
Espèce
Statut CITES
Truncatoflabellum mortenseni est une espèce de coraux appartenant à la famille des Flabellidae.